# ズーイー・デシャネル
ズーイー・デシャネル（Zooey Deschanel, 1980年1月17日 - ）は、アメリカ合衆国の女優、歌手。
「ゾーイ・デシャネル」とも表記される。彼女自身の発音もゾウイー（/ˈzoʊi/）である。父親は『ライトスタッフ』、『ナチュラル』、『パッション』などでアカデミー撮影賞にノミネートされたキャレブ・デシャネル。

## 来歴

### 生い立ち
カリフォルニア州ロサンゼルス出身。名前のズーイーはJ・D・サリンジャーの著作『フラニーとゾーイー』（Franny and Zooey）の登場人物「ゾーイー」に由来する。
父親は映画カメラマンのキャレブ・デシャネル、母親は女優のメアリー・ジョー・デシャネル、姉のエミリー・デシャネルも女優である。3/4アイルランド人の、1/4フランス人の血を引く。
ノースウェスタン大学で学んでいたが中退している。

### キャリア
舞台で経験を積んだ後、1999年に『マムフォード先生』で映画デビューを果たす。翌年には『あの頃ペニー・レインと』に主人公の姉役で出演。この作品が注目を浴びたことから、デシャネルへの評価も高まった。2003年公開の『All the Real Girls』でマール・デル・プラタ国際映画祭最優秀女優賞を受賞した。
インディペンデント映画にも積極的に出演しており、今、最も活躍している若手女優の1人である。
また、ピアノやウクレレを弾き、映画の中で歌ったこともあるが、2006年にシンガーソングライターのM・ウォードとシー&ヒムを結成して本格的に音楽活動を開始。2008年3月18日にデビューアルバム『ヴォリューム・ワン』をリリース。ボーカルの他にも作曲、編曲、ウクレレやオルガンを演奏し、女優業と共にミュージシャンの活動も継続して行っている。
2014年3月ごろ、ズーイーが赤いランドセルを背負った写真が出回り、若い人たちの間でもランドセルを身に着けることの流行のきっかけの一つとなった。

### 私生活
2008年12月にロックバンドデス・キャブ・フォー・キューティーのフロントマン、ベン・ギバードとの婚約が発表され、その後結婚するが、2011年に別居し、2012年12月に離婚が成立した。2015年にジェイコブ・ペチェニックとの間に第1子となる女児を出産し、結婚。2017年5月に第2子をもうけるが2019年9月10日に離婚。

## 主な出演作品

### 映画
| 公開年 | 邦題 原題                                                                             | 役名                           | 備考                 |
| ------ | ------------------------------------------------------------------------------------- | ------------------------------ | -------------------- |
| 1999   | マムフォード先生 Mumford                                                              | ヴァネサ・ワトキン             | 日本未公開           |
| 2000   | あの頃ペニー・レインと Almost Famous                                                  | アニタ・ミラー                 |                      |
| 2000   | Manic                                                                                 | トレイシー                     | 日本未公開           |
| 2002   | グッド・ガール The Good Girl                                                          | シェリル                       |                      |
| 2002   | ケイティ Abandon                                                                      | サマンサ・ハーパー             |                      |
| 2002   | ビッグ・トラブル Big Trouble                                                          | ジェニー・ハーク               | 日本未公開           |
| 2002   | ニュー・ガイ The New Guy                                                              | ノラ                           |                      |
| 2002   | Sweet Friggin' Daisies                                                                | ゼルダ                         | 短編映画、日本未公開 |
| 2003   | Whatever We Do                                                                        | ニッキー                       | 短編映画、日本未公開 |
| 2003   | All the Real Girls                                                                    | ノエル                         | 日本未公開           |
| 2003   | It's Better to Be Wanted for Murder Than Not to Be Wanted at All                      | ガソリンスタンド店員           | 日本未公開           |
| 2003   | House Hunting                                                                         | クリスティー                   | 短編映画、日本未公開 |
| 2003   | エルフ 〜サンタの国からやってきた〜 Elf                                               | ジョヴィー                     | 日本未公開           |
| 2004   | Eulogy                                                                                | ケイト・コリンズ               | 日本未公開           |
| 2005   | 銀河ヒッチハイク・ガイド The Hitchhiker's Guide to the Galaxy                         | トリリアン                     |                      |
| 2005   | Winter Passing                                                                        | リース・ホールデン             | 日本未公開           |
| 2006   | Once Upon a Mattress                                                                  | Lady Larken                    | テレビ映画           |
| 2006   | 恋するレシピ 〜理想のオトコの作り方〜 Failure to Launch                               | キット                         | 日本未公開           |
| 2006   | Live Free or Die                                                                      | シェリル                       | 日本未公開           |
| 2007   | The Good Life                                                                         | フランシス                     | 日本未公開           |
| 2007   | The Go-Getter                                                                         | ケイト                         | 日本未公開           |
| 2007   | テラビシアにかける橋 Bridge to Terabithia                                             | エドマンズ先生                 |                      |
| 2007   | Flakes                                                                                | Miss Pussy Katz                | 日本未公開           |
| 2007   | サーフズ・アップ Surf's Up                                                            | ラニ・アリーカイ               | 声の出演             |
| 2007   | ジェシー・ジェームズの暗殺 The Assassination of Jesse James by the Coward Robert Ford | ドロシー・エバンス             |                      |
| 2008   | ハプニング The Happening                                                              | アルマ・ムーア                 |                      |
| 2008   | Gigantic                                                                              | ハリエット・"ハッピー"・ロリー | 日本未公開           |
| 2008   | イエスマン “YES”は人生のパスワード Yes Man                                            | アリソン                       |                      |
| 2009   | （500）日のサマー 500 Days of Summer                                                  | サマー・フィン                 |                      |
| 2011   | 我が家のおバカで愛しいアニキ Our Idiot Brother                                        | ナタリー                       | 日本未公開           |
| 2011   | ロード・オブ・クエスト ドラゴンとユニコーンの剣 Your Highness                         | ベラドンナ                     | 日本未公開           |
| 2015   | ロック・ザ・カスバ! Rock the Kasbah                                                   | ロニー                         |                      |
| 2015   | ロスト・エリア 真実と幻の出逢う森 The Driftless Area                                  | ステラ                         |                      |
| 2016   | トロールズ Trolls                                                                     | ブリジッド                     | 声の出演             |
| 2020   | トロールズ ミュージック★パワー Trolls World Tour                                      | ブリジッド                     | 声の出演             |
| 2022   | ドリーミン・ワイルド 名もなき家族のうた Dreamin' Wild                                 | ナンシー                       |                      |
| 2023   | はろるどとむらさきのくれよん Harold and the Purple Crayon                             |                                |                      |

### テレビシリーズ
| 放映年    | 邦題 原題                                      | 役名                       | 備考                                                                                |
| --------- | ---------------------------------------------- | -------------------------- | ----------------------------------------------------------------------------------- |
| 1998      | ヴェロニカ's クローゼット Veronica's Closet    | エレナ                     | シーズン1 第12話 "パイレーツ・オブ・ヴェロニカ"                                     |
| 2002      | Frasier                                        | ジェン                     | シーズン10 第4話 "Kissing Cousin"                                                   |
| 2006-2007 | Weeds ママの秘密 Weeds                         | キャット                   | 4エピソード                                                                         |
| 2007      | アウター・ゾーン Tin Man                       | DG                         | ミニシリーズ                                                                        |
| 2008      | ザ・シンプソンズ The Simpsons                  | メアリー                   | 声の出演 テレビシリーズ、ゲスト出演                                                 |
| 2009      | BONES Bones                                    | マーガレット・ホワイトセル | 姉エミリーの主演作品、初の姉妹共演                                                  |
| 2012-     | New Girl / ダサかわ女子と三銃士 New Girl       | ジェシカ・"ジェス"・デイ   |                                                                                     |
| 2013      | ザ・シンプソンズ The Simpsons                  | メアリー                   | 声の出演 テレビシリーズ、ゲスト出演                                                 |
| 2016      | ブルックリン・ナイン-ナイン Brooklyn Nine-Nine | ジェシカ・"ジェス"・デイ   | エピソード: "The Night Shift" 『New Girl / ダサかわ女子と三銃士』とのクロスオーバー |